# Lunbuxue
Lunbuxue (kinesiska: 伦布雪, 伦布雪乡) är en socken i Kina. Den ligger i den autonoma regionen Tibet, i den sydvästra delen av landet, omkring 91 kilometer söder om regionhuvudstaden Lhasa. Lunbuxue ligger vid sjön Yamzho Yumco.
Genomsnittlig årsnederbörd är 1 044 millimeter. Den regnigaste månaden är juli, med i genomsnitt 238 mm nederbörd, och den torraste är december, med 10 mm nederbörd.